# Embajada de España en Andorra
La embajada de España en Andorra es la máxima representación legal del Reino de España en el Principado de Andorra.

## Embajador
El actual embajador es Carlos Pérez-Desoy Fages, quien fue nombrado por el gobierno de Pedro Sánchez el 14 de febrero de 2023.

## Misión Diplomática
El Reino de España posee una única representación en el país pirenaico, la embajada española en la capital, Andorra la Vieja, abierta el 4 de junio de 1993

## Historia
España reconoció a Andorra como estado soberano mediante el Tratado de Buena Vecindad, Amistad y Cooperación firmado el 1 de junio de 1993 entre España, Francia y Andorra, a la vez que establecían relaciones diplomáticas según dicho tratado.